# Скептицизм
Скептици́зм (от др.-греч. σκεπτικός — рассматривающий, исследующий) — философское направление, выдвигающее сомнение в качестве принципа мышления, особенно сомнение в надёжности текущих представлений об истине.
На русский язык «скепсис» часто переводят как «сомнение», но при этом теряются важные оттенки смысла: желание познания искажается до самодовольного неверия; если и не невежества, то интеллектуального бессилия. Между тем скептики стремятся к расширению своего познавательного опыта. Профессор А. В. Семушкин в связи с этим указывает, что «…семантика термина „скепсис“, по-видимому, адекватно передаваема лишь через герменевтическое описание, путём перечисления и толкования его смысловых нюансов».

В современности под скептицизмом нередко понимается нигилистическая позиция полного отрицания всего: теорий, идей и т. д., категорическое несогласие с любым тезисом. Такое восприятие является ошибочным и основано на особенности человеческого восприятия: стандарте подмены знания верой, в том числе и в несуществование чего-либо. Более того, скептик вообще не может стремиться к отрицанию какой-либо идеи, так как это означает логическое противоречие позицией «ничего не утверждать и не отрицать». 
«Скептицизм можно охарактеризовать как самосомневающееся сомнение, которое, являясь вполне нетрадиционным философским решением, представляет собой вечно ищущее, никогда не удовлетворённое, ни на чём окончательно не останавливающееся философское мышление». 
Секст Эмпирик в работе «Три книги Пирроновых положений» отмечал, что скептицизм не рассматривает сомнение как принцип, а использует сомнение как полемическое оружие против догматиков; принцип скептицизма — явление.
Скептицизмом называют несколько отличающихся между собой взглядов:
- обыденный скептицизм — критическое отношение, недоверие к кому-либо или чему-либо, сомнение в истинности и правильности[3];
- философский скептицизм — сомнение в возможности достоверного знания[4];
- методологический скептицизм Рене Декарта: попытка опровержения скепсиса сомнением, которая и привела к его знаменитому «я мыслю — значит, существую» (что неверно с точки зрения скептицизма);
- научный скептицизм — последовательная оппозиция учениям, не имеющим эмпирических доказательств (нередко сопровождается сциентизмом);
- религиозный скептицизм — сомнение в некоторых религиозных утверждениях на фоне принятия догм религии в целом (например, сомнение в конкретном религиозном чуде, описанном в соотв. литературе).

В этой статье рассматривается именно философский скептицизм как изначальный; научный и религиозный см. по соответствующим ссылкам.

## Античный скептицизм
Скептицизм возник и начал развиваться с конца IV века до н. э. В отличие от стоиков и эпикурейцев, скептики не создали своей школы, но античный скептицизм как признанное направление сохранялся несколько столетий. В отличие от других философов, которых скептики называли «догматиками» и которые что-либо утверждали, скептики занимались критикой положений других концепций, ничего не утверждая как истину.
Скептики считали своими предшественниками Гераклита и Ксенофана, а также указывали на софистов и младших элеатов в плане разработки методов аргументации. Античный скептицизм как реакция на метафизический догматизм представлен прежде всего Пирроном, затем средней академией (Аркесилай) и т. н. поздним скептицизмом (Энесидем, Агриппа, Секст Эмпирик).
К предтечам скептицизма Диоген Лаэртский относит множество философов: Архилоха, Эврипида, Ксенофана, Зенона Элейского, Демокрита, Гераклита и Гиппократа, и даже упоминает Гомера, который «в высказываниях своих никогда не даёт определённых догм», говоря в разных местах об одном и том же не одинаково (Diogenes Laertius. Vitae philosophorum, IX, 71—73). Цицерон же добавляет к этому списку Эмпедокла, Анаксагора, Парменида, Платона, Сократа и Метродора Хиосского, который сформулировал тезис «Мы ничего не знаем; мы не знаем [даже] того, что ничего не знаем».
Сам Цицерон не был скептиком, но «в теории познания Цицерон примыкает к Средней Академии, как к самому скромному, самому последовательному и в то же время самому изящному способу философствовать» (Виндельбанд). В своём произведении Цицерон, описывая разговор эпикурейца, стоика и скептика-академика Гая Аврелия Котты, явно симпатизирует последнему.
Платон также не был скептиком, но именно он первым ввёл в рассуждение понятие вероятности мнений и знаний. В «Тимее» он неоднократно указывает, что его мнение — лишь вероятное, потому что люди не могут обладать абсолютным знанием и способны лишь на более или менее вероятные умозаключения. Поэтому любое исследование и рассуждение должно идти в направлении увеличения достоверности (наибольшей вероятности) (Plato. Timaeus, 44d). Кроме того, Платон указал на то, что один и тот же предмет мы можем воспринимать и оценивать по-разному, наблюдая его в разных местах и разное время (там же, 48е—50а), что по сути является одним из принципов скептицизма. Даже само по себе утверждение Сократа «Я знаю, что ничего не знаю» указывало на несостоятельность людей, которые были уверены в своём знании. А характерные особенно для ранних платоновских диалогов окончания, когда герои не находили конечного вывода, а только осознавали, что их знание безосновательно, также можно считать приёмом, с помощью которого Платон показывал несостоятельность даже, казалось бы, прочных мнений.
В античном скептицизме можно выделить три периода:
- Старший пирронизм (III в. до н. э.): сам Пиррон и его ученик Тимон из Флиунта. Скептицизм рассматривался в первую очередь с точки зрения этики (практический скептицизм) и ставил под сомнение возможность знания как такового (радикальный скептицизм). Продвигался как наиболее полезная жизненная позиция, которую А. Ф. Лосев назвал интуитивно-релятивистической[12]. Пиррон рассматривал знание чего бы то ни было потенциально невозможным. Кроме того, он отрицал возможность рационального обоснования той или иной деятельности, а потому последователи пирронизма зачастую понимали это как призыв к следованию устоявшимся нормам и традициям. Ученик же Пиррона Тимон развил рациональную сторону скептицизма. Он подверг сомнению сам метод логического доказательства. По его мнению, не может существовать такого принципа, который был бы неопровержимым, благодаря чему на него можно было бы оттолкнуться в чисто логическом обосновании. А потому философ либо попадает в замкнутый круг, либо постоянно нуждается в последующем обосновании[13].
- Академизм (III—II вв. до н. э.). Из представителей наиболее известны Аркесилай (315—240 гг.), разработавший, по классификации Лосева, интуитивно-вероятностный скептицизм, и Карнеад (214—129 гг. до н. э.) — рефлективно-вероятностный скептицизм по Лосеву. Скептицизм стал рассматриваться преимущественно в области познания, а не этики. И Аркесилай, и Карнеад показывали ученикам, что абсолютно любой тезис можно опровергнуть. Карнеад же даже опровергал платоновское учение о справедливости, используя при этом примеры из истории, показывая, что именно благодаря несправедливости великие люди и государства стали таковыми. Он ставил под сомнение и другие этические принципы, показывая их практическую несостоятельность[13].
- Младший пирронизм — систематизация ранних скептиков, полное переключение внимания на критическую эпистемологию. Лосев назвал этот период логически-релятивистическим скептицизмом. Главные представители: Энесидем (вероятно, I в. до н. э.), Агриппа (I в. н. э.). Логическим завершением систематизации является абсолютный скептицизм (по Лосеву) Секста Эмпирика (2-я половина II века н. э.). Энесидем, в частности, подвергал критике безусловное существование Бога, основываясь на том, что люди не имеют доказательств ни против его существования, ни в пользу этого. Кроме того, он вскрывал ряд противоречий в сознании верующих людей. Например, он обращался к проблеме зла, говоря, что либо верующие признают благого Бога его источником, либо констатируют ограниченность божественного провидения[13].

Важно понимать отличие философского скептицизма от агностицизма. Эти понятия иногда неправомочно смешивают: «крайняя форма скептицизма — агностицизм». Агностицизм утверждает непознаваемость истины в философском понимании, скептицизм же не наблюдает такой возможности в настоящем и сомневается в будущем, однако не отрицает (отрицание — это также суждение). Академики по сути являлись не скептиками, а агностиками, хотя формально агностицизм появился лишь в XVI веке: Средняя и Новая Академии, которые возглавляли Аркесилай и Карнеад, отрицали возможность познания истины. Секст Эмпирик указывал на принципиальность этого момента и выделял три вида философии:
- догматики (последователи Аристотеля, стоики и эпикурейцы) утверждают, что им известна истина;
- академики (Аркесилай, Карнеад и другие) считают, что истину познать невозможно;
- «ищут же [истину] скептики» (ζητοῦσι δὲ οἱ σκεπτικοί).

Тезис академиков «все наши суждения ложны» — точно также, говоря, современным языком, является предметом веры, и ровно так же несостоятелен, как и тезис «все суждения истинны», и, кроме того, самопротиворечив: получается, что этот тезис верен, хотя все суждения заявляются ложными (Sextus Empiricus. Pyrrhoniae hypotyposes, II:9).
Заметно, что взгляды младших скептиков продолжают суждения старших, а вот академический скепсис отличается введением понятия вероятности — по сути как конструктивного положительного критерия. Впрочем, вычислением вероятности академики не занимались, но при этом суждение о вероятном характере события — это не то же самое, что полный отказ от суждений. По этой причине имеются различные мнения по теме характера развития античного скептицизма.
1. Пирронический и академический скептицизм представляют собой парадигмально разные направления, после Тимона имеется лакуна развития пирронизма вплоть до Энесидема. Этих взглядов придерживались Гегель и Н. В. Брюллова-Шаскольская[17].
2. Перерыва в развитии скептицизма не существовало, академический скепсис — естественный промежуточный вариант между Пирроном и Секстом Эмпириком (Б. Рассел, А. Ф. Лосев)[18].
3. Имелся не перерыв, но упадок изначального скептицизма, который затем вывел из тени Энесидем, при этом Академия, разумеется, пришла к своим воззрениям не без влияния Пиррона (К. Ф. Штейдлин, Э. Целлер)[19].

Аркесилай считал главной задачей критику стоицизма (но также критиковал и эпикурейцев) и обучал своих учеников смотреть на каждый тезис с разных сторон, доказывая и опровергая по очереди. Тем самым наглядно демонстрировалось отсутствие самоочевидных истин. С его точки зрения, мудрость — это свобода от заблуждений, которую можно достигнуть лишь полным отказом от суждений об истинной сущности вещей.
Интересный факт: имеется интерпретация некоторых свидетельств (Diog. L. IV. 33.; Sext. Emp. Pyrrh. I. 234; Euseb. Praep. Ev. XIV. 6; Cic. Acad. I. 18), находящая в Академии эзотерический платонизм. Рихтер считал, что имели место два предания: Аркесилай тайно был платоником или Академия обладала тайным учением. Оба предположения сомнительны, но имеется возможное объяснение. Во-первых, концепция пробабилизма Аркесилая могла даваться ученикам не сразу, поскольку расходилась с классическим пирронизмом. Во-вторых, нет ничего удивительно в глубоком уважении к великому философу и основателю Академии. Таким образом, в людских слухах вида «в Академии есть тайное учение платонизма» нет ничего удивительного.
Карнеад, развивая скептицизм, отошёл от невыполнимой на практике этики и по сути «перевёл» концепцию на поле эпистемологии. Если Арексилай отвергал любое согласие с оценкой представлений, то есть саму возможность оценки как таковую, считая такое действие несовместимым с мудростью, то Карнеад допускал условное соглашение с представлением как с достаточно вероятным, но не достоверно истинным. В своих теоретических рассуждениях он также оперировал понятием вероятности. Можно сказать, что вероятностная логика зародилась именно в Новой Академии. В отличие от более ранних скептиков, Карнеад уделял внимание не только рассудочной теории, но и вопросу применимости её к практике. Когда он разбирал тезисы стоиков, то не просто указывал на возможность доказать обратное, но и на противоречия здравому смыслу.
Начав со сравнительно сдержанной позиции Пиррона, скептицизм развился до радикальной позиции. Научные суждения отрицались все оптом, поскольку нельзя заявлять об их истинности. Единственное, что скептики не подвергали сомнению, — это непосредственные ощущения: например, если некто слышит некий звук или чувствует боль, то это несомненно. Наука же исследует природные феномены, которые являются причиной ощущений, и в этом плане нет ничего однозначно истинного. Известны лишь сами явления, но не их причины, поэтому не имеет смысла высказывать о них сколь-либо определённо.
Античные скептики обосновывали свою позицию строго логически. Их основной тезис — изостения, возможность для любого тезиса сформулировать противоположный, который логически не более истинен, чем исходный, и поэтому равносилен ему. Это именно логический подход, сложный для понимания «со стороны», поскольку контринтуитивен и противоречит т. н. «здравому смыслу». Иллюстрацией здесь может служить рассуждение Дэвида Юма о причинности на примере бильярдных шаров: в случае их столкновения мы привыкли считать, что движение второго обусловлено ударом о него первого; но мы никак не можем доказать, что это именно так, отрицая вариант «второй случайно начал движение в тот момент и таким образом, что оно полностью совпало с предсказанной физикой траекторией».
Кроме указания на недостатки принятых методов познания, античные скептики уделили внимание опровержению отдельных современных им дисциплин.
Во-первых, все теологические суждения недостоверны, что наглядно демонстрируется множеством мнений о богах. Невозможно, например, однозначно сказать, имманентны боги миру или же трансцендентны. Уже в то время поднимались противоречия и другие проблемы теодицеи, провидения, доказательств существования богов. Таким образом, и по этой теме следует не высказывать суждений.
Скептики не отрицают существование богов: доказательства их отсутствия так же недостаточны, как и существования. Нельзя путать неверие во что-то и веру в отсутствие этого.
Во-вторых, в естествознании (натурфилософии) проблем не меньше, чем в теологии. Что есть материя — имеется множество разнообразных мнений; понятие причины противоречиво (причина не может быть единовременной событию, она должна быть раньше — но тогда причина уже есть, а следствия ещё нет), но и отрицание существования причинности приводит к невозможности познания. Таким образом, нельзя утверждать ни наличие, ни отсутствие причинности. Сложности обнаруживались и в понимании свойств пространства, времени и движения (т. н. апории Зенона).
В-третьих, математики используют понятия, которые полны противоречий: как можно мыслить нечто, не имеющее измерений вообще — точку? Если точка телесна, то не может не иметь измерений; если же бестелесна, то не может что-либо порождать — а она порождает линию. Соответственно, далее столь же сомнительны прямая и плоскость и т. д.
В-четвёртых, в вопросах этики верны те же рассуждения: имеется множество разнообразных обычаев, понятие блага весьма отлично у разных народов. Благо либо переопределяют как пользу (и польза также субъективна и относительна), либо понимаю абстрактно, как счастье — что также глубоко субъективно. Нет ничего, что было бы благом по своей природе: если, например, огонь всегда греет, то ничто, называемое благом, не даёт ощущения блага всем, всегда и в любых условиях. Таким образом, благо непознаваемо, и следует воздержаться от суждений о нём.
Скептическая позиция говорит о теоретическом познании блага, но не отрицает существования ощущения: если вы нечто ощущаете как благо, то нет причин отрицать это непосредственное ощущение. В отличие от субъективистского восприятия, которое является догматическим (см. феноменализм как пример), скептик всегда говорит о своих ощущениях и состояниях, подчёркивая, что именно «от себя», но при этом описывает их как то, что субъективно от него не зависит. Так, если скептик пробует мёд на вкус и воспринимает его сладким — это не потому, что он так хочет, и он не может изменить своё восприятие вкуса. Подобные ощущения воспринимаются как непосредственные, в них нет субъективизма в философском смысле.
Скептическое восприятие явлений было сходно у всех скептиков и, вероятно, развилось из воззрений стоиков на проблему. Пиррон высказывал сомнение лишь в отношении скрытой природы вещей, а на практике следовал явлениям действительности. Об этом свидетельствовал Гален и писал Диоген Лаэртский, пересказывая Энесидема: «Пиррон… следует тому, что кажется» (Diog. L. IX 106). Тимон из Флиунта придерживался аналогичной точки зрения: «Что мёд сладок, я не утверждаю, но что он таким кажется, я согласен» (Diog. L. IX 105). Секст Эмпирик также противопоставляет явление — то, что доступно человеку для восприятия — и «скрытое», «неочевидное».
Античный скептицизм достигнул полноты развития: в дальнейшем теорию лишь дорабатывали в частностях, но принципиально новых тезисов не приводилось. Направленность же полностью ушла в эпистемологию: никто не требовал, чтобы философы практиковали безразличие ко всему в буквальном смысле слова.
Со смертью Тимона скептицизм как «живое» направление в философии прерывается на долгий срок: ученики по каким-то неизвестным нам причинам не продолжили его дело. Возможно, кто-либо из них и занимался темой в частном порядке, но сведений об этом не имеется.
Д. А. Гусев указывает, что завершённую форму скептицизму придал именно Секст Эмпирик: до него философы-скептики, отрицая возможность достоверного познания и критикуя догматиков, по сути сами утверждали непознаваемость природы вещей. И только Секст в явном виде заявил о сомнении в своей собственной позиции, выведя тем самым скептицизм на принципиально новый уровень, отличающийся от традиционного философствования, утверждающего нечто наиболее правильным мнением.
Кроме того, Секст Эмпирик наглядно показал совместимость скептической философии и активной жизненной позиции: он был практикующим врачом. Для позднего пирронизма такое сочетание типично: Диоген Лаэртский перечисляет восемь философов-скептиков, бывших после Энесидема, и шестеро из них — врачи (Diog. L. I 116).
Секст Эмпирик описал путь, который проделывается философом во время эволюции из догматика в скептика: конфликт (διαφωνία) — нерешительность — равносилие (ισοσϋένεια) — воздержание от суждения (εποχή) — безмятежность (αταραξία).
В. П. Лега обращает особое внимание на то, что Секст Эмпирик считал скептицизм естественной способностью (δυνανις) человека (Sext. Emp. Pyrrh. I. 8). Таким образом, каждый может отказаться от догматизма и прийти к атараксии (Sext. Emp. Pyrrh. I, 21—24). При этом «догматической способности» Секст не упоминает, по сути — считает это неестественной позицией.
По мнению Гааза, традиция скептицизма сохранялась в Александрии, но в явном виде она обнаруживается лишь у учеников Птолемея — Сарпедона и Гераклита. Возможно, что Гераклит был именно тем врачом-эмпириком, о котором упоминал Гален.
Античный скептицизм — это не только ряд известных скептиков, но и общая направленность древнегреческой философии того времени. Конечно, речь идёт об отдельных элементах, но, в отличие от классической эллинистической философии, становится заметным некий экзистенциальный поворот от имманентности включения в социум к индивидуальному существованию. А. Ф. Лосев считает, что античный скептицизм — это «весьма сильная струя, пронизывающая всю древнейшую натурфилософию, несмотря на весь её принципиальный и для нас вполне несомненный объективизм».
А. Ф. Лосев также называл позицию Пиррона «абсолютным» и «непримиримым» скептицизмом, при котором мудрец вообще не должен ничего утверждать, и, соответственно, невозможно обосновать никакое действие. Столь радикальное понимание невозможно на практике. Однако есть мнение, что Пиррон своими рассуждениями и поведением демонстрировал человеческий «театр абсурда», отказываясь от отождествления законов, обычаев и проч. с истинностью и справедливостью. Пиррон как этик вовсе не призывает равнодушию и бесчувствию, но демонстративно указывает на своё отношение к обществу, вынуждающему мудрецов к неучастию в социуме. В самом деле: если достижение невозмутимости (атараксии) было самоцелью, то добавлять глубоко проработанную аргументацию гносеологического скептицизма было бы незачем. А вот изначальность скептического мышления для познания приводит к этике Пиррона естественным образом.

## Тропы античного скептицизма
В позднем скептицизме были разработаны специальные аргументы, которые получили название «тропов». Первым этим вопросом систематизации скептической аргументации занимался, вероятнее всего, Менодот. В наиболее обобщённом виде кратко скептическую позицию можно сформулировать следующим образом.
I) Истину нельзя определить/выявить непосредованно
А) посредством восприятий (чувств);
Б) посредством понятий.
II) Истину также нельзя определить/выявить опосредованно
А) посредством дедукции;
Б) посредством индукции;
В) посредством применения критериев.
I А) Аргументация против чувственного познания содержится в классическом декалоге троп Энесидема.
1. Существа, устроенные различным образом, будут иметь разное восприятие, так как их органы чувств отличаются.
В то время философы часто ссылались на восприятие человека как на критерий истины. Так, Протагор учил, что «человек — мера всех вещей». Скептики же задают вопрос: а почему именно человек? Животный мир разнообразен, и у животных имеется своё восприятие мира: «как можно сказать, что при осязании получают одинаковое впечатление [животные] и черепахообразные, и имеющие обнажённое мясо, и снабжённые иглами, и оперённые, и чешуйчатые? И как могут получать одинаковое восприятие слуха и те, у кого слуховой орган весьма узок, и те, у кого он весьма широк» (Sext. Emp. Pyrrh. I. 49-50). Таким образом, восприятие человека не может быть критерием истины: «Если же в зависимости от разницы между живыми существами являются различные представления, судить о которых невозможно, то необходимо воздерживаться от суждения о внешних предметах» (Sext. Emp. Pyrrh. I., 61).
2. Разные люди одни и те же вещи воспринимают по-разному.
Даже если предположить, что «что люди достойны большего доверия, чем неразумные животные» (Sext. Emp. Pyrrh. I., 79), то люди также значительно отличаются друг от друга происхождением, образом жизни, восприятием действительности. Одному может быть жарко, другому холодно в одних и тех же условиях. Одна и та же еда — деликатес для одних и нечто вредное либо отвратительное для других. Разнообразие человечества не даёт возможности утверждать, что некий человек (группа) правильно воспринимает действительность, а остальные (многие) — нет.
3. «Один и тот же человек воспринимает вещь совсем иначе в зависимости от того, какой орган чувств используется, нет оснований для того, чтобы отдать предпочтение одному чувству перед другим».
Этот троп специфичен и странен для современной логики. Древние скептики здесь указывали на то, что различные органы чувств могут приводить к разному оценочному восприятию объекта: «Мёд некоторым кажется сладким на вкус, но неприятным на вид. Поэтому невозможно сказать, сладок ли он действительно или неприятен» (Sext. Emp. Pyrrh. I., 92). То есть речь идёт об оценке мёда «в целом» — приятен или же нет. Благовония на запах приятны, на вкус — нет.
Однако в этот же троп входит и верное суждение о том, что наши органы чувств ограниченны и предметы могут иметь свойства, нами не воспринимаемые.
4. На восприятие влияет состояние воспринимающего и его субъективность.
Одно и то же может восприниматься иначе «в зависимости от возраста, от движения или покоя, от ненависти или любви, от недоедания или сытости, от опьянения или трезвости» (Sext. Emp. Pyrrh. I., 100). Влияние оказывает как личное отношение (для влюблённого объект любви субъективно красивее), так и внешние обстоятельства: «вино кажется кислым тем, кто поел перед этим фиников или фиг, и сладким — поевшим ранее орехов или гороха» (Sext. Emp. Pyrrh. I., 110).
5. Одна и та же вещь воспринимается по-разному в зависимости от условий наблюдения.
Обычные наблюдения: корабль вдали выглядит мелким, вблизи — большим, «башня издали кажется круглой, вблизи же многогранной» (Sext. Emp. Pyrrh. I., 118), всё зависит от освещения, позиции наблюдателя и др. Можно говорить о том, как объект выглядит в определённых условиях, но вопрос «каков он на самом деле» требует выбрать одну из позиций, отринув остальные.
6. Всё воспринимается через среду, а не непосредственно.
Наше восприятие «находится в зависимости от примесей» (Sext. Emp. Pyrrh. I., 124): нет возможности изучить объект отдельно от всего остального. При одно и то же в разных условиях может оказывать разное воздействие: в тумане и при чистой погоде звуки отличаются, ароматы воспринимаются в бане сильнее, чем в прохладном воздухе (Sext. Emp. Pyrrh. I., 125) и т. д. Поскольку нет возможности изучать объекты без воздействия на них других, надо воздержаться от суждения.
7. Одни и те же вещи, что «касается отношений величины и устройства подлежащих предметов», могут приводить к разным ощущениям. Песчинки жёсткие и твёрдые, но песок «производит мягкое ощущение», и вообще «вино, употреблённое в меру, укрепляет нас, а выпитое с излишком, расслабляет тело» (Sext. Emp. Pyrrh. I., 131).
8. «Любые восприятия относительны и зависят от природы воспринимающего и от условий, в которых находится воспринимаемая вещь».
В этом случае речь идёт о неизбежности искажений восприятия от неизбежности наличия взаимодействия объекта с другими, а также самим наблюдателем: «раз всё существует по отношению к чему-нибудь, то мы удержимся говорить, каково оно обособленное и по своей природе» (Sext. Emp. Pyrrh. I., 135).
9. Восприятие вещей зависит от их привычности.
Если нечто встречается редко, то оно производит значительно большее впечатление, чем обыденное явление, и это не зависит от свойств объекта. «Солнце, конечно, должно поражать нас гораздо больше, чем комета, но так как мы видим солнце постоянно, а комету редко, то мы поражаемся кометой так, что считаем её даже божественным знамением, солнцем же не поражаемся нисколько» (Sext. Emp. Pyrrh. I., 141).
10) Суждения человека зависят от его убеждений.
Разные народы имеют различные представления о должном в различных областях, от этики и до эстетики. Их восприятие значительно отличается: «некоторые из эфиопов татуируют маленьких детей, мы же нет; и персы считают приличным носить длинную разноцветную и длинную до пят одежду, для нас же это неприлично» (Sext. Emp. Pyrrh. I.,148) и т. д.
Очевидно, что тропы Энесидема появились как ответ на сенсуализм, свойственный в то время древнегреческой теории познания, и поэтому столь подробны. Впоследствии в скептицизме этот десяток аргументов был заменён одним обобщённым: восприятие — относительно, оно зависит как от субъективных условий, так и от внешних факторов, при этом нет строго логического основания считать одно восприятие более истинным, чем другое (и тем более — абсолютно истинным).
I Б) Против возможности познания вещи посредством понятий приводился такой аргумент: через понятия познаётся именно вид, который включает в себя некое множество соотв. элементов. Однако если он включает соотв. объекты, то должен обладать всеми их свойствами, то есть вид «дерево» должен включать все виды деревьев, иметь и колючки, и листья разных форм, и проч., и всё — одновременно. Таким образом, если познавать конкретное дерево через «деревья вообще», то будем иметь набор качеств, несовместимых друг с другом, и «через понятия» не получится познать какой-либо объект. Поэтому метод познания при помощи понятий должен быть отброшен.
II А. Непригодность дедукции показывают пять тропов Агриппы, которые появились после десяти тропов Энесидема.
1) Противоречивость взглядов. По сути — это повторение 10-го тропа Энисидема: имеется множество философских систем, споры идут постоянно и нет достаточного основания высказываться в пользу одного мнения против другого.
2) Незавершённость доказательств. Последовательный подход приводит к дурной бесконечности доказательств: если нечто приводится как доказательство, оно также должно быть доказано, ad infinitum. Таким образом, абсолютное доказательство невозможно, и поэтому следует воздерживаться от суждения.
3) Относительность восприятия. Этот троп объединяет в одном тезисе первые девять тропов Энесидема, но на более абстрактном уровне. Не может быть восприятия объекта самого по себе: в познании всегда участвует субъект, а объект находится во взаимосвязи с другими объектами и наблюдается через субъективное восприятие.
4) Использование недостаточных условий. Продолжение второго тропа: на практике, желая избежать дурной бесконечности доказательств, мы останавливаемся на чём-либо, что назначаем аксиомой (а то и Истиной). Но скептицизм указывает на дилемму: либо дурная бесконечность и невозможность полного обоснования, либо некое положение принимается без доказательств и поэтому не может обоснованно претендовать на правильность.
5) Ложный круга в доказательствах. Избегая проблем, описанных во втором и четвёртом тропах, можно совершить ошибку зацикливания доказательств: тезис № 1 обосновывается при помощи тезиса № 2, который, в свою очередь, обосновывается тезисом № 1 (возможен вариант 1-2-3-1 и т. п.). Так, классический силлогизм «если все люди смертны, и Кай человек, то Кай смертен» уже содержит в себе суждение «Кай смертен, поскольку является человеком», заранее.
На этом примере видна суть скептических претензий: речь идёт не об отношениях между посылками и умозаключением, формально логически рассуждение верно, проблема в самих изначальных посылках, с которых начинается рассуждение. Эти тропы направлены против учения Аристотеля о существовании истинных предпосылок.
II Б) Аргументация скептиков против индукции заключается в рассуждении: полная индукция невозможна (кроме как в математике), поскольку бесконечна, а неполная индукция не является обоснованием, поскольку неучтённый вариант может опровергнуть всё доказательство.
II В) Таким образом, мы не можем иметь внутренних критериев, как непосредственных, так и опосредованных, для определения истинности тезиса. Не существует и внешних критериев, позволяющих однозначно отделить истинные высказывания от ложных (этот тезис напрямую направлен против позиции стоиков).

## Скептицизм всредневековой философиии философии Нового Времени
В средние века скептицизм в полном смысле был невозможен вследствие обязательности религиозной веры, но схоласты использовали отдельные рассуждения скептического характера с целью принизить науки и знание в целом, что косвенно восхваляло веру. В целом же христианство не ценило научное знание и отказывало ему в роли самостоятельной ценности, которой можно руководствоваться. Под влиянием философии и религии возникло учение о двойной истине, отдельно философской и теологической. Эта концепция была впервые сформулирована Симоном из Турнэ в конце XII века и сохранялась как минимум до XIX.
Отношение христианских богословов к скептицизму было неодинаковым. Например, Лактанций считал, что скептицизм как бы подготавливает к христианству, указывая на слабость нашего разума, который не может познать истину своими силами (но далее писал, что для познания истины требуется откровение). Святитель Василий Великий использовал скептический аргумент в полемике против Евномия, который утверждал, что сущность Бога можно познать, поскольку мы знаем его имя «Нерождённый». Однако, указывал Василий, если мы не можем познать сути обычных вещей, окружающих нас, то как можно заявлять о познании сущности демиурга этого мира?
Августин придерживался противоположной точки зрения: он указывал, что скептицизм разрушает веру в существование истины и тем самым приводит к атеизму, так как Бог и есть истина (см. «Я есмь путь и истина и жизнь» (Ин.14, 6), и требовал непримиримой борьбы со скептицизмом. Между тем Григорий Богослов и патриарх Фотий, будучи знакомыми с античным скептицизмом, вообще никак не комментируют их позицию. В. П. Лега выдвигает гипотезу, что различие в отношении к скептицизму связано с тем, что западные богословы знакомились со скептицизмом на латыни, через пересказы Цицерона, который был академиком и отрицал возможность познания истины. Восточные же богословы изучали работы скептиков в оригинале, на древнегреческом, и понимали, что скептицизм не отрицает возможность познания истины, а лишь указывает, что известные методы этого не позволяют сделать.
Следует отличать критику именно скептицизма и ситуативные коллизии по мотивам. Так, Григорий Богослов называет Секста Эмпирика и Пиррона источником болезни, заразившей церковь: «Но после того как Сексты и Пирроны и охота к словопрениям, подобно какой-то тяжкой и злокачественной болезни, вторглись в наши церкви, пустословие стали почитать учёностью». Однако критикуется здесь не скептический метод, а возражения догме как таковые, причём в важном для автора контексте: «Начало этому бешенству положил Арий…». Скептики упомянуты по сути к слову, как давний образец несогласия с догмой, не более того.
Скептицизм вновь привлёк внимание в XVI—XVII веках, после того, как в 70-х годах XVI были опубликованы в переводе на латынь трактаты Секста Эмпирика «Пирроновы основоположения» и «Против учёных». Эти публикации оказались настолько созвучны эпохе, что открытие для европейских философов скептицизма «оформило курс философии на последующие триста лет». Уже через 13 лет Мишель де Монтень публикует эссе «Апология Раймунда Сабундского», написанное в согласии с идеями пирронизма, затем появляются скептицизм Пьера Гассенди, Рене Декарт высказывает методологическое сомнение, арта, Блез Паскаль скептичен в отношении человеческого разума.
Благодаря возрождению интереса к античным сочинениям скептицизм получил дальнейшее развитие («новый пирронизм»), что в дальнейшем привело к появлению новоевропейского агностицизма. В этот период скептицизм, связанный с критическим отношением к догматизму в любой сфере, стал синонимом свободомыслия.
Важнейшие представители: Ф. Санчес, М. Монтень, П. Бейль, Д. Юм.
В отличие от античности, уже не было философских школ скептиков, тема интересовала лишь отдельных мыслителей. При этом разница между собственно скептиками и сторонниками критицизма по отношению к чему-либо общепринятому размыта: «Декарт, Юм и Милль обновили трактовку и аргументацию скептиков, но не сделали таких крайних выводов, как они».
Философы Нового времени использовали идеи античных скептиков, но при этом не принимали всех их всерьёз, по сути считая, что скептики Древней Греции просто указывали на невозможность полного познания мира. Так, в «Логике Пор-Рояля» (Париж, 1662 — известнейший учебник логики того времени) писалось, что невозможно сомневаться в существовании Земли, Солнца и Луны, поэтому пирронисты — «это… группа лжецов».
Если античный скептицизм носил мировоззренческий, практический характер, скептицизм нового времени был теоретическим, отрицал не возможность познания в целом, а лишь философского. Абсолютный скепсис остался в античности, относительный же новый развивался в разнообразных формах, порой неожиданных, и был по большей части лишь методологическим приёмом, используемым избирательно. Так, методологический скепсис Декарта не помешал ему сформулировать свою догматическую философию и даже утверждать существование монотеистического бога как всесовершенного Творца.
Таким образом, в новой истории понятие скептицизма слишком размывается. Так, Эмиль Сэссе относит к скептикам Канта и Паскаля, хотя они лишь иногда использовали скептическую методологию в отдельных рассуждениях, избегая этого в других. Впрочем, в древности некоторые последователи Пиррона также причисляли к скептикам Гомера и «семерых мудрецов»; над чем смеялся Цицерон в «Лукулле».
Монтень честно писал: «Книга моя заключает в себе моё мнение и выражает моё настроение; я высказываю то, во что верю, а не то, во что все должны верить… Может быть, завтра я буду совершенно иным, если научусь чему-либо и изменюсь» — как видите, он открыто пишет про свою веру, то есть не может быть отнесён к скептикам.
Таким образом, в новой философии имеется лишь относительный скептицизм, который получил широкое распространение в виде отрицания возможности метафизического познания и усиление понимания роли субъективизма.

## Новейшее время
Скептицизм уже давно традиционно рассматривался как «периферийная» философская концепция заката античности, но современная эпистемология и философия науки дают скептическому подходу «второе дыхание». Д. А. Гусев, отталкиваясь от традиционного античного скептицизма, указывает на важность понимания скептицизма не только в качестве философских идей собственно скептической школы, но в качестве общей социально-протестной и эвдемонистической направленности античной философии. Этот вопрос очень мало исследован и заслуживает подробного рассмотрения.
На современном уровне развития гносеологии понятно, что провозглашение некой концепции в качестве «правильной» не означает её правильность, претензии на монопольное знание истины ничего не значат в плане обнаружения истины, и вообще попытка монополизации истины есть по сути отказ от поиска таковой, отказ от мышления в соотв. области, подмена поиска знания на веру.
Одним из последовательных критиков монополии на истину является Пол Фейерабенд со своей концепцией «эпистемологического анархизма», которая именно скептически подходит к попыткам установления интеллектуального догматизма и «самодовольства». Название концептуального труда П. Фейерабенда «Против метода» имеет явную параллель с трактатом Секста Эмпирика «Против учёных». Современное понимание науки как метода добычи эмпирического знания, но не претензии на абсолютную истину, берёт начало именно в античном скептицизме. Равносильность тезисов, «всё равно» Пиррона, в новейшее время унаследовано в знаменитом тезисе «всё проходит» П. Фейерабенда: не существует «единственно правильной» теории. Как Пиррон не запрещал выдвигать суждения, но опровергал попытки выдать их за истину, так и Фейерабенд не возражает против выдвижения научных теорий, но запрещает безосновательно заявлять их «истинными».
Голландский философ науки Бас ван Фраассен в 1980 году опубликовал работу «Научный имидж» («The Scientific Image») с изложением концепции конструктивного эмпиризма. Ван Фраассен, следуя позитивизму, удаляет из философии познания метафизику, вместе с ней и концепцию истины. С его точки зрения, принятие теории зависит от её эмпирической адекватности и других прагматических требований, а претензия на истинность ничем не отличается от «оккультного знания». Объекты и их свойства в научных теориях — это интеллектуальные конструкты, которые позволяют предсказывать наблюдаемые феномены действительности, но ничего не говорят о том, как устроен мир за пределами наблюдаемости.

Г. Роузен приводит такое определение Б. ван Фраассеном конструктивного эмпиризма: 

«С позиции признания объективной реальности истины наука в своих теориях стремится к истине, и, значит, принятие научных теорий опирается на убеждение в их истинности. Сторонник же конструктивного эмпиризма считает, что наука рождает не истинные, но эмпирически адекватные теории, которые и принимаются по основанию их эмпирической адекватности».
Концепция К. Поппера о том, что мы не можем провести некий «решающий эксперимент», подтверждающий истинность теории, по сути является скептической: мы не можем заявить, что обнаружили истину. Скептицизм, таким образом, соответствует научному методу.
В современности скептическая методология используется против распространения религиозных и других мистических антинаучных верований, проникновения клерикализации в политику, образование, экономику. П. Куртц пишет, что скептицизм указывает на необходимость постоянного критического осмысления религиозных и им подобных положений, придуманных для уменьшения экзистенциальной тревоги.
С другой стороны, методические приёмы скептицизма могут использоваться для тотального отрицания всех ценностей (между тем как скептицизм указывает на недоказуемость, а не на ложность), и возведения релятивизма в ранг абсолютного принципа, к которому как раз сомнения неприменимы. Со второй половины XX века возник антисциентизм, разрушающий ранее высочайший престиж науки. Приёмы скептицизма применяются в одну сторону: критикуется научный подход, но не тот, который предлагается взамен. Например, экзистенциализм гипертрофирует роль субъекта: «Я являюсь абсолютным источником. … Научные взгляды, согласно которым я являюсь лишь моментом, частью мира, всегда наивны и лицемерны, потому что они подразумевают, не упоминая об этом, другой взгляд, взгляд сознания, согласно которому мир сначала располагается вокруг меня и начинает существовать для меня». Подобный подход приводит не только к фальсификации истины в эпистемологическом смысле, но и вообще потерей смысла понятий «объект» и «субъект».
Важно: речь идёт не столько о конкурирующих научных теориях, сколько о неолиберальной идеологии, провозглашающей толерантность, «плюрализма мнений», «общечеловеческие ценности» и др. Суммарно по сути исключается оценка концепций с точки зрения истинности или ложности.

## Плодотворность скептицизма
Скептицизм, как ни странно на поверхностный взгляд, весьма плодотворен для познания. Стандартная ситуация по отношению к некоей проблеме такова: мы с каждым шагом формально понимаем всё больше, но при этом вольно или невольно согласовываем всё с уже наработанными решениями, продолжая выработавшуюся традицию. В результате мысль тормозится, уходит в вариации уже давно известного, упорядочивает познанное. С одной стороны — это пик познания, но в рамках некоей парадигмы, которой уже не хватает, как говорил Аристотель, живого импульса, с которого и начинается мысль — удивления. Мышление становится сложным упражнением, но утрачивает стремление к познанию, склоняясь к позиции «почти всё найдено, ему уже, в сущности, ничего не нужно», то есть вере. Однако никакой результат познания не должен приниматься за окончательный, в этом-то и помогает скепсис, ставя под сомнение любые факты, выводы и результаты. Именно скептический подход позволяет сохранять постоянную потребность в дальнейшем познании, сохраняя свободу поиска — даже в тех областях, в которых якобы «всё давно известно». Скептическая картина мира пластична, открыта для различных точек зрения, ничего не «выносят за скобки» и занимается именно поиском истины.
А. Ф. Лосев указывает, что скептицизм в той или иной мере присущ практически всей античной философии и литературе. Именно благодаря элементам скептицизма Гераклит и Демокрит создали свои — отнюдь не скептические — системы. Лосев обнаруживает использование скептических моментов даже в системах Платона и Аристотеля. Отрицательная роль скептицизма может возникнуть в случае его отрыва от общей античной традиции, но и в этом случае он оригинально и сильно выполняет просветительскую функцию, побуждает к критическому мышлению.

Скептицизм с психологической точки зрения часто не понятен тем, кто привык лишь верить. Но скептику важен не конечный результат, а процесс: да, истина, вероятнее всего, непостижима; но это не точно — поэтому надо вести себя так, будто бы она постижима, то есть, всё лучше познавать действительность, отвергая «простые решения» и воспринимая всё как проблему, которую надо решить, и двигаясь по её поводу вглубь знания. Скептик, не веря в истину, ищет её, тем самым создавая самую тщательно проверенную философию.
«Человек должен верить, что непостижимое постижимо: иначе он не стал бы исследовать». — Иоганн Вольфганг фон Гёте

Требуется понимать: методология скептицизма приложима и к нему самому. Скептик никогда не скажет, что скептицизм точно верен и является единственным правильным способом мышления. Он просто будет показывать несостоятельность любого другого подхода, а именно — наличие бездоказательных утверждений. Возможно, скептический подход в гносеологии опровержим; но пока ещё никому не удалось корректно указать на наличие в нём ошибочности.
«Тем самым достигается несвязанность духа никакой определённой позицией и его стояние как бы вне мира, в невовлечённости в дела и движения последнего. В этом извлечении себя из порядка мирового бытия заключается важнейший момент скепсиса» — С. В. Пролеев.
Важный аспект скептицизма, который обычно упускают из вида. В современности под скептицизмом гораздо чаще понимают скептицизм «от науки», отрицание необоснованных гипотез, борьбу со лженаукой и т. п. Однако философский скептицизм не только ничего не утверждает, но и не отрицает. Скептик подходит к анализу концепций без предубеждений вида «это не принято» или «это против общепринятой в науке точки зрения», поэтому видит неправоту (не отрицая возможности и правоты) в любой идее. Поэтому скептический подход может позволить обнаружить не только недостатки доказательности некоей идеи, но и несостоятельность критики этой идеи со стороны приверженцев устоявшихся мнений. Томас Кун в своём труде «Структура научных революций» описывал сложность смены парадигмы для большинства учёных, которые мыслят всегда «изнутри» таковых — скептицизм же смотрит всегда «снаружи».
Д. А. Гусев считает скептицизм наивысшей степенью реализма как дискурса. Всего он рассматривает три ступени реализма.
1. Наивный реализм: мир является точно таким, каким его воспринимают люди. Недостаток: т. н. «здравый смысл» не имеет обоснований и часто подводит, по сути такое восприятие — упрощение при недостаточном развитии мышления, навыков абстрагирования и систематизации.
2. Научный реализм: понимание мира строится согласно научной методологии, формулируются теории и модели, гораздо более глубокие, чем внешняя видимая форма явлений. Недостаток: многие положения считаются правильными лишь в силу давней привычки, создавая иллюзию понимания. См. по теме Т. Куна. Более того, сложность современных научных проблем приводит к тому, что физический смысл научных концепций подменяется на вычисляемость. Возможность применить что-либо в практических целях создаёт иллюзию понимания феномена. Так, один и тот же объект не может быть одновременно частицей и волной; но т. н. «корпускулярно-волновой дуализм» известен со школы и мало кто понимает, что это значит: мы вообще не знаем, что такое «элементарные частицы» на самом деле. Физики В. И. Григорьев и Г. Я. Мякишев в книге «Силы в природе»[63], выдержавшей много переизданий, приводят наглядную аналогию с каменщиком, который отлично возводит стены, но при этом не имеет никакого представления ни о внутреннем устройстве кирпичей, ни о том, откуда они вообще у него имеются.
3. Философский реализм — высшая ступень реализма, классическое восприятие философии как любви к мудрости. Такое восприятие соответствует именно скептицизму, который помогает не скатываться в догматизм и отличать модели действительности, которыми мы оперируем, от реальности (бытия).

Значение скептицизма заключается не только в критике догматизма. Человек эпохи античности по сути не отделял себя от общества, автоматом следуя общественным установкам. Скептицизм же разрушает опору на общепринятое, обосновывая право на собственные суждения, индивидуальное психическое бытие. Мир ко времени появления скептицизма стал уже сложен и не понятен для большинства, и человек утратил иллюзию всепонимания; однако одновременно он и избавился и от диктата мира. Традиционное восприятие предначертанной судьбы внезапно устарело: личность отделилась от мира, выделила себя из него и обрела опору в себе самой.
Древнегреческая концепция, выраженная Платоном в сентенции «обществом должны управлять философы» — это гимн интеллекту, теоретическому мышлению, человеку как «мере всех вещей». Скептицизм же показал, что разум — в лучшем случае мера самому себе и не более того. В психологическом плане это означает переключение с парадигмы всеобщей универсальной Истины" на понимание наличия личности в человеке, важности его самостоятельного разума. Счастливцев Р. А. указывает, что такой переход, вероятно, имеет причиной становление имперского порядка, который рассматривал народы как единую массу, подчинённую власти. На этом фоне и возникли предпосылки к эллинистической философии индивидуального духовного спасения, «бунт индивидуальности», что в гносеологическом плане соответствует скептицизму.

Конструктивный эмпиризм — пример практически полезного скептицизма: в отличие от «беспросветного» этического античного скептицизма, Б. ван Фраассен выступает лишь против догматичности познания, а не против познания как такового. При этом важно отличать позицию науки от частных позиций учёных: учёный в качестве представителя профессии ставит целью разработку эмпирически адекватных теорий, вопрос же их истинности — его личная позиция и не более того. Научная методология не должна зависеть от мировоззрений учёных.
«Один занимается наукой, по собственному его признанию, чтобы открыть план божественного творения, другой — чтобы познать истинные законы природы, а третий старается обнаружить структуру неких ненаблюдаемых объектов, в реальном существовании которых он убеждён. Но каждый из них делает работу, где критерием успешности фактически является эмпирическая адекватность генерируемых теорий».
Плодотворность скептицизма наглядно заключается в смене концепции веры в Истину на необходимость доказательства точки зрения, причём требуемые рассуждения переместились с абстрактно-философского поля на научное. Иначе говоря, произошла смена базовой парадигмы познания с «Истины» на «доказательство», что всегда подразумевает, на каком основании выдвигается тезис.
Людям, как писал Д. Гилберт, верить легче, чем сомневаться. Это обусловлено эволюцией: когда мозг получает новую информацию, он должен ей доверять — иначе вообще невозможно будет её обрабатывать, в том числе и по причине «умер, так как не среагировал на опасность». Абстрактное мышление появилось потом, и уже на этом уровне возникла сама идея «информация может быть и ложной», что и породило потребность в её проверке и дальнейшее развитие теории познания.
На IV Российском философском конгрессе (Москва, 24-28 мая 2005 г.) была отмечена важность скептицизма в современной культуре и методологии науки в плане критики и дисциплины мышления, указания на имманентные ограничения познания, профилактики абсолютизации идей.

## Критика скептицизма
В словарной статье «Скептицизм» энциклопедии Брокгауза и Ефрона Э. Радлов пишет: «…сила доводов скептика не так велика… взгляд. Субъективный характер ощущений не подлежит сомнению, но отсюда ещё не следует, чтобы ощущениям не соответствовало ничего в реальном мире. … Недоказуемость аксиом нисколько не говорит против их истинности и возможности служить основою доказательств». Однако скептицизм лишь указывает на невозможность доказать соответствие ощущений бытию и истинность аксиом. Аналогично в классическом средневековом учебнике «Логика Пор-Рояля» (1662) указывалось, что невозможно сомневаться в существовании Земли, Солнца, Луны и так далее.
Блез Паскаль считал:
«Подобного состояния достигнуть нельзя, и я утверждаю, что поистине совершенного пиррониста никогда не было. Природа поддерживает обессилевший разум и не даёт ему до такой степени сбиться с пути».
Рене Декарт также утверждал, что скептик не может во всём сомневаться, поскольку невозможно сомневаться в наличии самого факта сомнения. Дэвид Юм, сам развивавший скептицизм, тем не менее говорил про античных пирроников, что «никто не придерживался этого мнения искренне и постоянно».
Критика скептицизма может быть сведена к трём пунктам:
1. указание на то, что жизнь скептика не может развиваться в строгом соответствии с теорией (приходится совершать выбор);
2. поиск скрытых, догматических принципов в скептицизме;
3. обвинение в аморальности и т. п. следствиях скептицизма.

Аргумент «от моральных последствий» не имеет смысла в плане гносеологии и является идеологическим. Указание на невозможность жить в строгом соответствии с радикальным скептицизмом справедливо, но при этом, во-первых, это не делает скептический подход ложным, а во-вторых, уже Карнеад решил проблему: он различал термины «δόξα» (мнение) и «ἐπιστήμη» (знание), возражая против согласия с догматическим знанием, но при этом допуская принятие мнения для практической жизнедеятельности. Этот аргумент наиболее явно высказывал Д. Юм, который считал, что если бы все следовали бы принципам скептицизма, то «всякие разговоры, всякая деятельность немедленно прекратились бы, и люди пребывали бы в полной летаргии, пока не настал бы конец их жалкому существованию вследствие неудовлетворения естественных потребностей». Это рассуждение использовал ещё Аристотель (Метафизика, IV, 4. 1008 Ь 13-26), аргумент часто приводился эпикурейцами и стоиками. Однако ответ имеется непосредственно у Секста Эмпирика: «говорящие так, очевидно, не понимают, что скептик живёт не согласно философскому рассуждению (ибо он в этом смысле бездеятелен), а по нефилософскому наблюдению может одного желать, а другого избегать» (Pyrr. XI, 165).
Скептик говорит, что знание требует уверенности. Но как он может об этом знать? Об этом пишут Теодор Шик и Льюис Вон: «Если скептики не уверены, что знание требует уверенности, они не могут знать, что это так». Это даёт серьёзное основание сомневаться в утверждении, что знание требует уверенности. Согласно законам логики, опираясь на это высказывание, можно сомневаться в скептицизме и оспорить скептицизм в целом. Однако реальность не состоит исключительно из законов логики (в которой существуют неразрешимые парадоксы, сводящие всё вышесказанное на нет), поэтому к подобной критике необходимо относиться осторожно.

Надо понимать, что скептицизм — это не отрицание любого опыта и мышления, а именно что воздержание от оценки. Указание на вероятность ошибочности опыта и необоснованность «истин» — не самоцель, а отрицание догматизма, отвержение попыток навязать чуждые суждения и правила. При этом скептицизм — единственный в своём роде — имеет внутренний «предохранитель» и для восприятия как истины себя самого. Даже радикальный скептицизм не эквивалентен нигилизму. Скептик сохраняет возможность следовать в жизни своим правилам, иметь своё мнение — но при этом не впадая в веру в очередную «универсальную истину».
«Единственное, на чём настаивает скепсис: вверяя чему-либо себя, не думай, будто вверяешь себя природе вещей, истине или благу. Твоё доверие движимо твоей волей, и не ищи за этим другого основания. Твоей воли — достаточно, ибо большего ты всё равно не найдёшь» (С. В. Пролеев).
Применение скептицизма (как сомнения) к самому скептицизму не опровергает его, а лишь оставляет его истинность либо ложность открытым вопросом. Сами критики скептицизма и релятивизма признают «радикальный скептицизм» Юма логически неопровержимым. При этом критики скептицизма считают, что «молчание», в котором для скептиков заключается мудрость, возникает не от глубоких познаний, а от бессилия в раскрытии тайн бытия. Поэтому появление и развитие скептицизма считается характерной чертой заката античной философии и культуры.
Вторая стандартная ошибка критиков: если скептицизм ничего не утверждает и не отвергает, то он не имеет смысла. На это ответил ещё Секст Эмпирик:

Обо всех скептических выражениях следует заранее признать то, что мы вовсе не утверждаем, что они правильны, ибо говорим, что они могут быть опровергнуты сами собою, будучи описаны вместе с теми вещами, о которых они говорят, подобно тому как очистительные лекарства не только избавляют тело от соков, но вместе с ними выгоняются и сами.
— Sextus Empiricus. Pyrrhoniae hypotyposes, I, 206
Проводит он и сравнение с огнём, который, уничтожая нечто, существует лишь до окончания этого процесса, а потом исчезает сам (Sextus Empiricus. Adversus mathematicos, VIII, 480).
В философском скептицизме, как считают некоторые философы, всё же наличествует догма: не может же человек не иметь вообще никакого мнения ни по какому поводу.
Однако скептик может иметь недогматическое мнение. Впервые «слабая» интерпретация скептицизма выдвинута М. Фреде в 1979 году и обсуждена в 1984: следует различать собственно догму, утверждение или позицию («taking a position» в оригинале) и точку зрения («having a view»), которая не обязательно является догматичной. Возможно, Пиррон, указывая, что «людские поступки руководятся лишь законом и обычаем» (Diog.L. IX 61), имел в виду именно это: нет запрета на «практическую жизнь», философ лишь отказывается быть самонадеянным в отношении истины.
Эту позицию дополняет К. Фогт, указывая на отличие используемых скептиками терминов «δόγμα» (догма) и «δόξα». Докса в то время понималась философами как неисправимо неполное знание: просто мнение, недостаточно обоснованное. Таким образом, скептики полностью избегают догмы, но могут обладать доксой по разным поводам, не настаивая на истинности такого мнения — в быту. Проблема Буриданова осла — абстрактная, теоретическая; на практике выбор будет сделан, хотя и не по строго рациональной причине.
Людвиг Витгенштейн указывал в «Логико-философском трактате» (6.51), что «скептицизм не неопровержим», пояснив, что он «очевидно, бессмыслен, если он хочет сомневаться там, где нельзя спрашивать. Потому что сомнение может существовать только там, где существует вопрос, вопрос — только там, где существует ответ». Здесь следует учитывать особенности концепции этой работы философа («предложение есть функция истинности элементарных предложений»), то есть не может быть вопроса, на который не имеется ответа. Однако скептицизм не утверждает, что ответа нет, а лишь указывает, что мы не в состоянии определить истинность любого из имеющихся ответов.
Ж.-П. Дюмон приравнивал скептицизм к феноменализму, некоторые другие исследователи — к сенсуализму. Проблема обычно заключалась в трактовке тезиса, приводимого Секстом Эмпириком: «в качестве явления же мы принимаем сейчас ощущаемое» (Sext. Emp. Pyrrh. I, 9). По какой-то причине во многие переводах (включая русский) пропущено слово «сейчас» (νυν). То есть непосредственное чувственное ощущение как явление мыслится как противопоставление умопостигаемому, ноумену. Далее мысль поясняется: «Нам кажется, например, что мёд сладок… Но таково ли сладкое, как мы о нём говорим, мы сомневаемся; однако это сомнение касается не явления, а того, что говорится о явлении» (Sext. Emp. Pyrrh. I, 19).
Ещё одно возражение: скептик указывает на недоказуемость, но является ли этот его аргумент доказательством? Секст Эмпирик указывает, что аргумент не является доказательством, поскольку существуют аргументы против аргумента против доказательства. Таким образом, рассуждение переходит к аргументации второго порядка, метадоказательствам. Однако скептический аргумент, даже если рассматривать его именно как доказательство, устраняет в этой роли сам себя: он не претендует на истинность, а лишь является частью противопоставления: он не более истинен/ложен, чем исходный. Но исходный-то претендует на истинность. Скептические тезисы после выполнения своей критической функции не заявляются истинными. Скептик остаётся на позиции «не более истинно» даже относительно самого себя.
Критики скептицизма указывали на проблему: если мы будем пытаться обосновать каждое положение, то неизбежен уход рассуждений в бесконечность. Иначе говоря, нормы обоснования тезисов, которые конвенциально принимаются как верные, будучи подвергнуты последовательной скептической критике, по сути приводят к невозможности познания. Один из предлагаемых выходов — смена норм познания на иные, в которых нет этой проблемы. Для этого предлагались эпистемический фундаментализм, инфинитизм, когерентизм, контекстуализм и другие теории познания, которые исходят из иных посылок, нежели скептицизм, и не имеют соответствующих проблем.
Дело в том, что скептическая критика требует онтологической пресуппозиции о существовании вещей «в себе», некой единой и непротиворечивой природе вещей, которую мы не можем познавать (а если и можем, то не можем определить, что познаём именно реальность), а условно объективное знание невозможно вследствие возможности противоположных утверждений. Если отказаться от такого подхода, то можно ослабить требования к познанию и допустить релятивистские, контекстуально зависимые представления о природе вещей. В качестве примера можно привести контекстуалистские теории, предлагающие «множественную онтологию» со многими самодостаточными «мирами», которые «эпистемически различны» (Г. Вакариу) или имеют «ноль смысла» (М. Габриэль). В таком случае истинность меняется в зависимости от контекста. Скептицизм не приложим к такой онтологии, но научная методология — тоже.
Скептицизм не украшает жизнь. Этого одного достаточно, чтобы не принимать его всерьёз

## Одобрение скептицизма не-скептиками
Гегель одобрял скептицизм, указывая, что прочие философии претендуют на истину либо отвергают возможность познания, между тем как скептики ищут её: «требовалась удивительная сила отчётливой абстракции, чтобы во всяком конкретном материале, во всём мыслимом познать эти определения отрицательного или противоположения и в этом же определённом находить его же границу». Для античного скептицизма Гегель отмечал «подлинный, глубокий характер» и указывал, что он не является субъективным идеализмом.
В. И. Ленин также положительно относился к позднему скептицизму, рассматривая его тропы как «зародыш диалектического материализма», направленный против абсолюта.
А. Ф. Лосев называл античный скептицизм одной из самых упорных разновидностей античного просветительства (§ 5, 6а).